# Kedungringin (Sedan)
Kedungringin is een bestuurslaag in het regentschap Rembang van de provincie Midden-Java, Indonesië. Kedungringin telt 2162 inwoners (volkstelling 2010).